# Montelbaanstoren
La Montelbaanstoren est une tour d'Amsterdam aux Pays-Bas, situé à l'est de la vieille ville, à l'angle de deux canaux : l'Oudeschans et le Waalseilandsgracht.

L'origine de son nom reste inconnue. Il pourrait s'agir du nom d'une maison proche ayant appartenu à la famille de Montalban.

## Historique
Cet ouvrage, construit en 1516, faisait partie du système de défense de la ville d'Amsterdam, destiné à protéger notamment le quartier industriel et portuaire environnant que constituait le Lastage. En 1606, la tour perdit sa fonction défensive, et on décida alors de la surmonter d'une couronne de pierre, dans un style Renaissance, conçue par l'architecte municipal Hendrick de Keyser. Cet ajout fit porter la hauteur de la Montelbaanstoren à 48 mètres de haut. On la dota également d'une horloge et d'un carillon. En 1610, la tour s'effondra, car ses fondations étaient construites sur un sol meuble. Lorsqu'elle fut reconstruite, ses défauts ont dû être corrigés. En 1852, la tour risqua de nouveau d'être démolie, mais en 1878 l'Office municipal des Eaux s'y installa. Jusqu'en 2006, ce service chargé des égouts et de l'adduction d'eau potable resta le seul locataire de la tour, date à laquelle il déménagea pour de nouveaux locaux. Libérée de ses occupants, la Montelbaanstoren put alors être restaurée. Jusqu'à l'été 2010, la tour Montelbaan resta inoccupée (aucun locataire ne voulant assumer les  9 000€ de loyer qui était alors réclamé), date à laquelle la Fondation Jardin Secret, un groupe d'intérêt défendant les bisexuels et transgenres originaires de pays musulmans, loua le niveau inférieur.

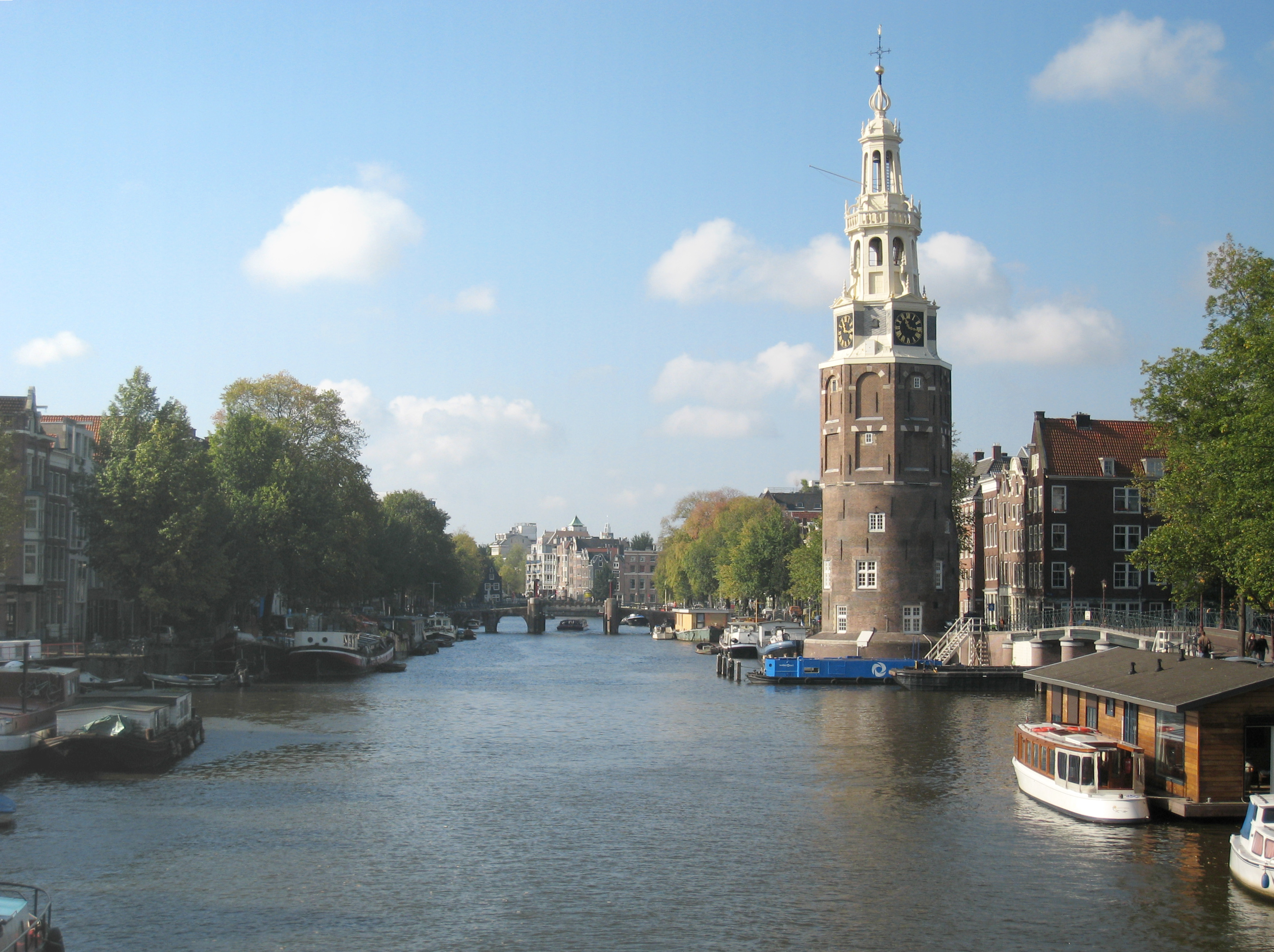
La tour Montelbaan donnant sur l'Oude Schans
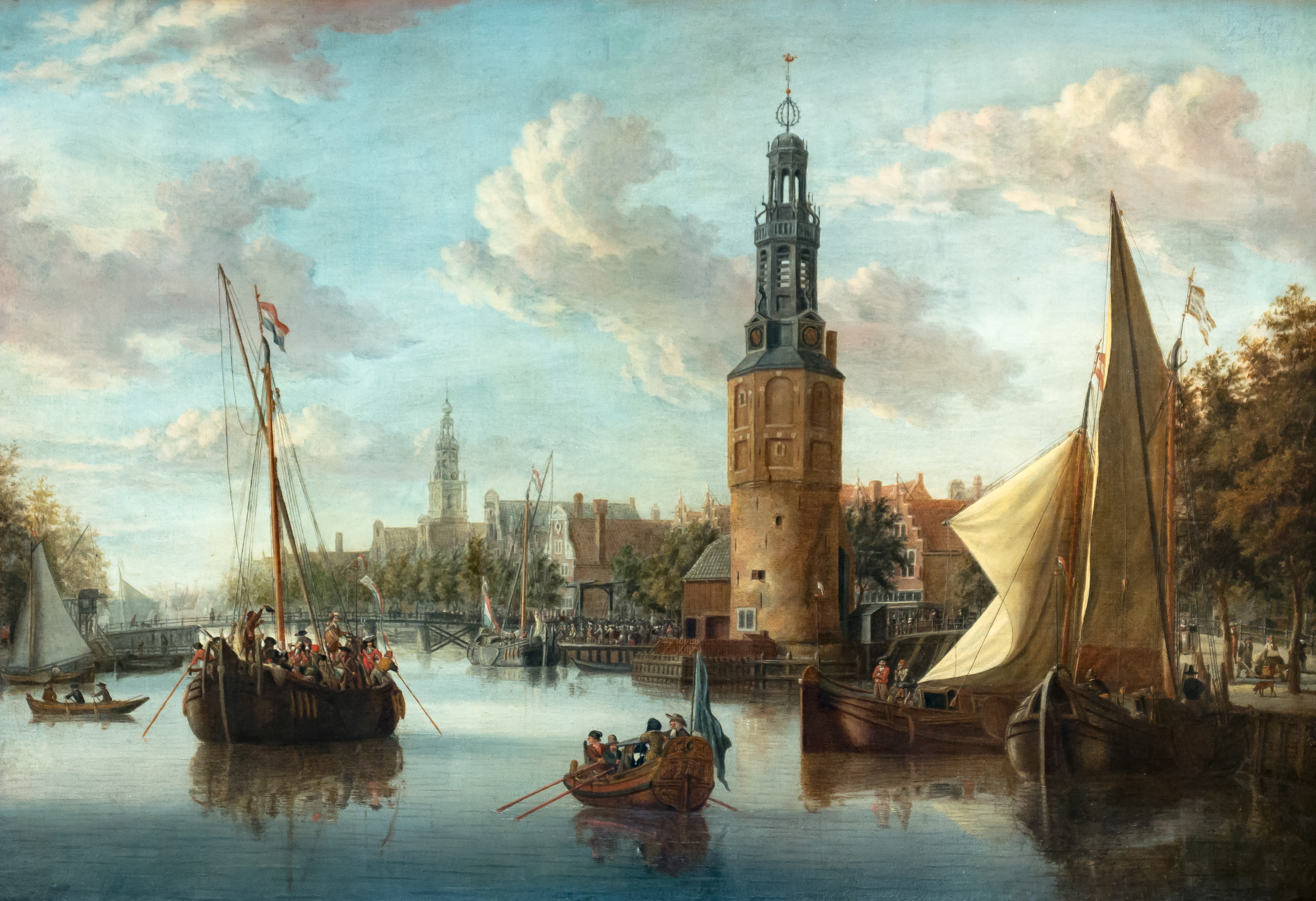
Tableau d'Abraham Storck (1682)
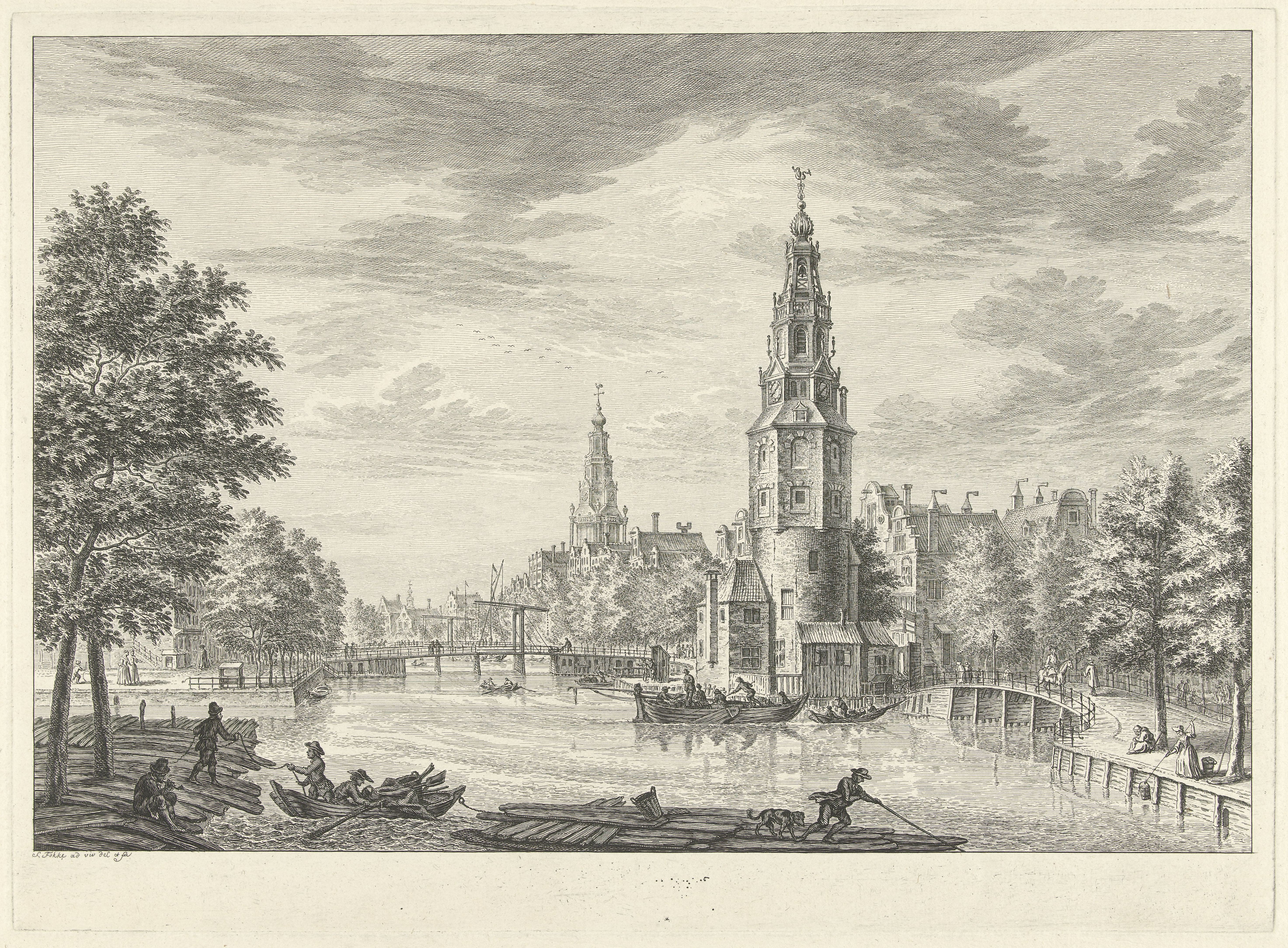
Vue de Simon Fokke (entre 1760 et 1784)